# 下皮尔沙伊德
下皮尔沙伊德是德国莱茵兰-普法尔茨州的一个市镇。总面积1.64平方公里，总人口37人，其中男性17人，女性20人（2011年12月31日），人口密度23人/平方公里。